# Rhysotoechia welzeniana
Rhysotoechia welzeniana är en kinesträdsväxtart som beskrevs av W.N.Takeuchi. Rhysotoechia welzeniana ingår i släktet Rhysotoechia och familjen kinesträdsväxter. Inga underarter finns listade i Catalogue of Life.